# Lijst van Belgische adelsverheffingen 1994
Personen die in 1994 in de Belgische adel werden opgenomen of een adellijke titel verkregen.

## Hertog
- Prins Jean-Engelbert d'Arenberg, titel van hertog, overdraagbaar bij mannelijke eerstgeboorte.

## Baron
- André Alen (1950- ), erfelijke adel en persoonlijke titel baron
- Stijn Coninx (1957- ), persoonlijke adel met de titel baron.
- Francis Delpérée, erfelijke adel en persoonlijke titel baron
- Robert Dewulf (1929- ), erfelijke adel en persoonlijke titel baron
- Maurice Goldstein, erfelijke adel en persoonlijke titel baron
- Jan Huyghebaert, persoonlijke adel met de titel baron
- Paul Melchior, erfelijke adel en persoonlijke titel baron
- Joseph Schell, erfelijke adel en persoonlijke titel baron

## Barones
- Nelly Perneel, persoonlijke adel en titel barones
- Renée Portray (1919-2003), weduwe van Gilbert Sadi Kirschen (1916-1991), persoonlijke adel en titel barones
- Juliette Remy (1916-2003), weduwe van Claude Dallemagne (1917-1986), persoonlijke adel en titel barones

## Ridder
- Lucien Bockstaele (1923-1994), persoonlijke adel en de titel ridder
- Paul Buysse, persoonlijke adel en de titel ridder
- Jacques Verdickt (1920-2011), erfelijke adel en persoonlijke titel ridder
- Fernand Traen (1930-2016), erfelijke adel en persoonlijke titel ridder
- jonkheer Christian de la Kethulle de Ryhove (1917-2009), de titel ridder, overdraagbaar bij eerstgeboorte
- Jean-Pierre De Bandt, erfelijke adel en persoonlijke titel ridder (persoonlijke titel baron in 2009)
- Jean Delva (1909-2003), persoonlijke adel en titel ridder

## Jonkheer
- Maurice Velge, erfelijke adel

## Jonkvrouw
- Odette Degroux (1921-2013), echtgenote van Jacques baron Verdickt (1920-2011), persoonlijke adel
- Françoise Vanderhaeghen (1919- ), persoonlijke adel
- Claire Van Stappen (1920-2015), echtgenote van Jean Delva (1909-2003), persoonlijke adel